# Carl Bruer

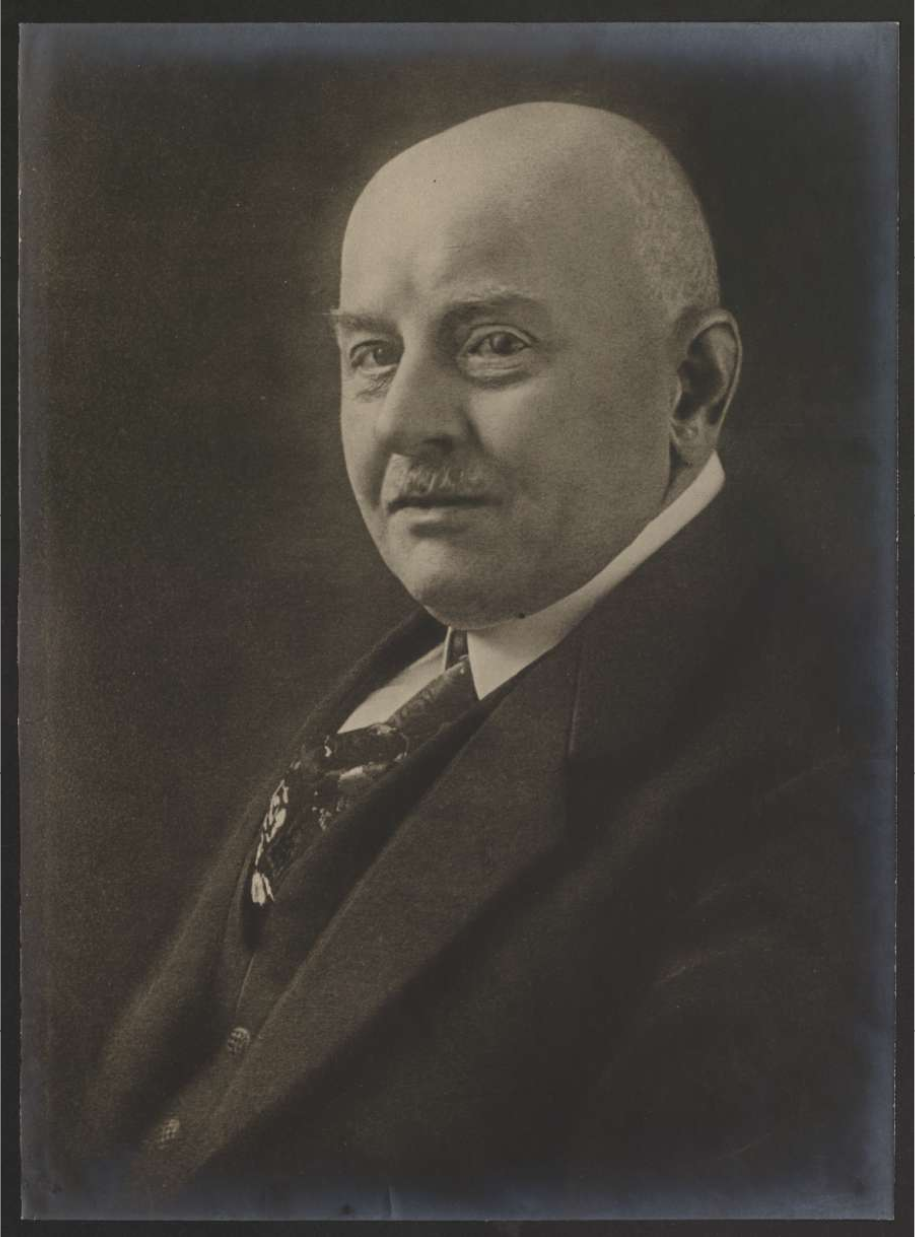
Brustbild des Fabrikanten;
datiert 1935 von der Staatsbibliothek zu Berlin

Carl Bruer oder Karl Bruer (geboren 1869; gestorben 1939) war ein deutscher Unternehmer und Schriftsteller. Er war Gründer und Namensgeber der Deutsche Bürobedarfsgesellschaft Bruer & Co., die später als Greif-Werke in Goslar bekannt wurde und 1985 mit der Pelikan Holding zusammengeschlossen wurde.

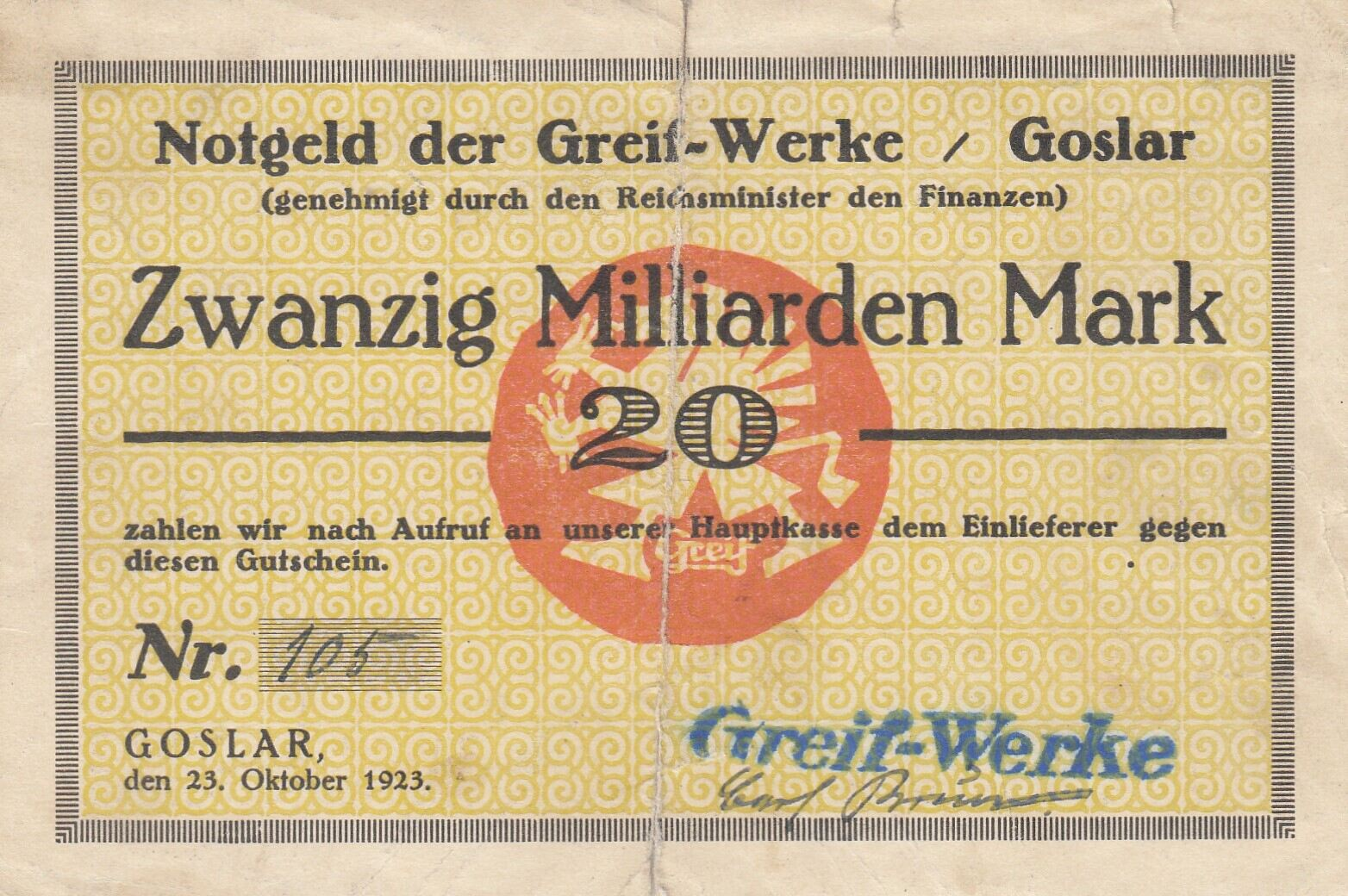
1923: Notgeld der Greif-Werke über 20 Milliarden Mark mit faksimilierter Unterschrift Bruers

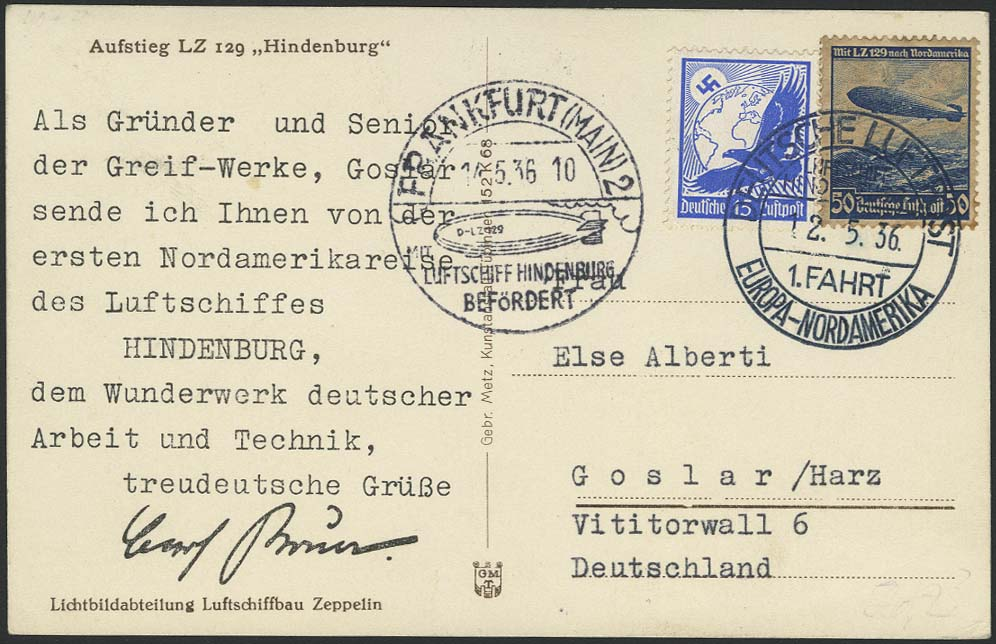
1936:„Treudeutsche Grüße“ Bruers an Else Alberti vom Erstflug „Europa-Nordamerika“ des Zeppelin-Luftschiffes Hindenburg;
Ansichtskarte der Lichtbildabteilung Luftschiffbau Zeppelin, Verlag Gebrüder Metz

## Schriften
Über seine Fahrten mit Zeppelin-Luftschiffen gab er 5 Reiseberichte in Heftform heraus.
- Mit dem Luftschiff Graf Zeppelin nach Kairo, Goslar am Harz: Greif-Werke, 1931
- Mit dem Luftschiff Graf Zeppelin nach Island, Goslar am Harz: Greif-Werke, 1933
- Mit dem Luftschiff Graf Zeppelin nach Pernambuco, Goslar am Harz: Greif-Werke, 1933
- Mit dem Luftschiff Graf Zeppelin nach Rom, Goslar am Harz: Greif-Werke, 1933
- Erste Fahrt des Luftschiffes Hindenburg nach Nordamerika und zurück vom 6. – 14.5.1936, Goslar am Harz: Greif-Werke, 1936

Weitere Schriften
- Lebenswahrheiten. Vierzeiler und Verse, Clausthal im Harz: Ed. Pieper, [1926]
- Eine Reise nach Mexiko, Hannover: Franz Scherrer, 1925
- Mit dem M.-S. Orinoco nach Cuba und Mexiko: Vom 25. Januar bis 19. März 1936, Goslar am Harz: Greif-Werke, 1936

## Archivalien
Archivalien von und über Carl Bruer finden sich beispielsweise
- im Stadtarchiv Goslar unter der Archivsignatur Sonderbestände Firma Greif-Werke, Goslar, als 99 Mappen aus der Laufzeit von 1890 bis 1985 mit den Gründungsverträgen, verschiedenen Bauprojekten, Katalogen, Preislisten, Werbematerialien, Chroniken, Festschriften, Fotoalben, Firmenzeitschriften, Reiseberichten und persönlichen Familienpapieren; erschlossen über ein Findbuch[2]